# Àlex de Sárraga Gómez
Àlex de Sárraga Gómez (Lleida, 6 d'abril de 1946 - 9 de juny de 2022) va ser un advocat laboralista i polític català. Era germà del també advocat Manuel de Sárraga.

## Biografia
Fill d'advocat, es va llicenciar en Dret per la Universitat de Saragossa (1969), on va fer els primers passos en l'activisme polític i hi va impulsar el Sindicat Democràtic d'Estudiants. La seva família el va enviar a estudiar a Saragossa perquè pensava que allà les coses serien més tranquil·les, ja que la Universitat de Barcelona en el tardofranquisme estava molt polititzada, però Sárraga es va dedicar sobretot a estudiar i llegir a la biblioteca i aviat es va implicar en mobilitzacions.
Al cap de poc d'obrir el seu despatx d'advocacia a Lleida, va desenvolupar bona part de la seva carrera professional representant legalment treballadors acomiadats per haver participat en reivindicacions polítiques i laborals, així com de presos polítics, en la Lleida d'entre 1970 i 1976. Durant aquesta etapa va arribar a gestionar fins a 5.000 consultes de conflictes laborals i va assistir en més de 500 judicis davant de la Magistratura de Treball. A principi dels anys 1970, encara en ple franquisme, va engegar una campanya per l'abolició de la pena de mort. La seva labor professional també el va portar a fer de bibliotecari del Col·legi de l'Advocacia de Lleida i a implicar-se en el seu govern amb el pas per la Junta en dues etapes diferents, com a secretari i tresorer. Durant molts anys va ser un referent en l'àmbit del torn d'ofici tramitant els expedients col·legials, sempre amb una vocació i rigor exemplars: que ningú no es veiés privat d'accedir a la defensa dels seus drets per motius econòmics i que ningú, amb mitjans suficients, fes un ús abusiu del benefici de justícia gratuïta.
Va ser un comunista convençut, i la seva militància política el va portar a afiliar-se clandestinament al Partit Socialista Unificat de Catalunya (PSUC) el 1969, motiu pel qual seria detingut el 1977. Va participar en la formació de l'Assemblea de les Terres de Lleida el febrer de 1972 i, com tants d'altres, va abandonar la militància del PSUC el 1982 per a ingressar al Partit dels Comunistes de Catalunya (PCC), d'on va formar part del Comitè Central fins al 1986. Malgrat que després del PCC ja no va militar en cap altre partit, va continuar molt vinculat i actiu en els moviments socials d'esquerres independentistes i antiglobalització.
Va ser advocat de la Confederació General del Treball i va tancar la llista de la Crida per Lleida-CUP a les eleccions municipals de 2019. L'any 2018, li va ser concedit el Premi 2N a la lluita antifeixista i per les llibertats, en la categoria honorífica, en reconeixement del seu compromís vital amb la lluita pels drets polítics i sindicals, atorgat per l'Ateneu Cooperatiu la Baula.
Àlex de Sárraga sempre va alimentar el convenciment que amb les lleis es pot canviar el món. Va morir als 76 anys a Lleida després que se li apliqués el dret a l'eutanàsia, en vigor des del juny del 2021, en un dels primers casos a Ponent, aconseguint que es respectés un últim dret: el seu a una mort digna.